# Popularity Papers
Popularity Papers  è una sitcom canadese, ideata da Amanda Brooke Perrin e Vivian Lin e basata sulla serie di fumetti "The Popularity Papers", per il network televisivo YTV.
La serie va in onda in Canada dal 10 aprile 2023 su YTV. In italia, il lancio era previsto per l'11 dicembre 2023 ma è avvenuto solo in on demand. Il 30 e il 31 dicembre 2023 Nickelodeon trasmette i primi 11 episodi in anteprima con una maratona speciale. 

## Trama
Lydia e Julie sono due migliori amiche in cerca di popolarità e attraverso sfide proposte dal loro liceo, cercheranno in tutti i modi un modo per diventare famose.

## Episodi
| Stagione       | Episodi | Prima TV Canada | Prima TV Italia |
| -------------- | ------- | --------------- | --------------- |
| Prima stagione | 26      | 2023-In corso   | 2023-In corso   |

- (EN) Popularity Papers, su IMDb, IMDb.com.